# Kátjájana

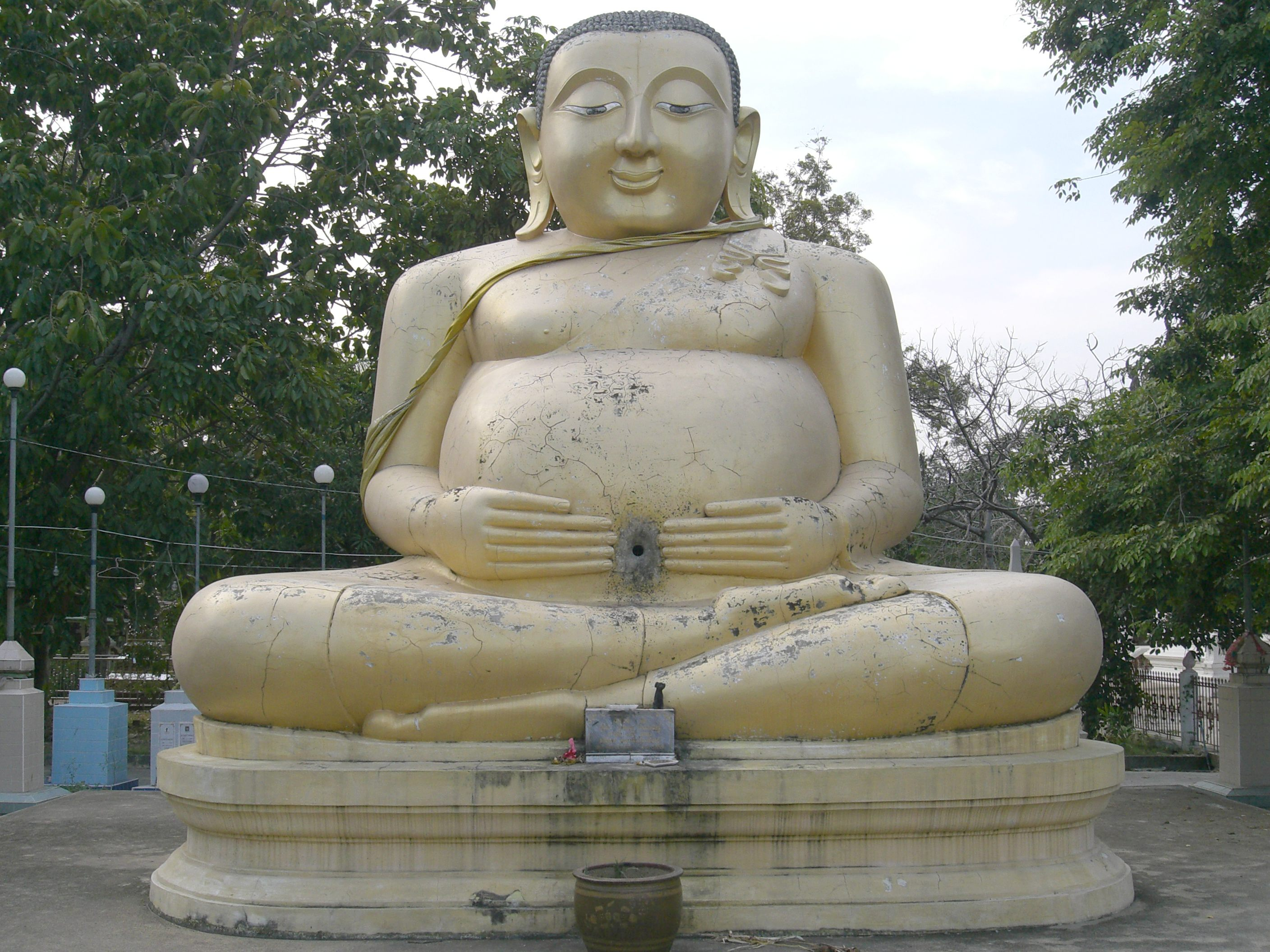
Kátjájana szobra Thaiföldön.

Kátjájana Gautama Buddha egyik tanítványa volt (szanszkrit: Kátjájana (कात्यायन) vagy Mahákátjájana (महाकात्यायन), páli: Kaccsána (vagy Kaccsájana), vagy Mahákaccsána, japán: 迦旃延 Kaszennen).

## Élete
Kátjájana egy brahmin családban született Uddzsajini (Uddzsaín) ősi városban és klasszikus brahmin képzést kapott (a Védák). Kátjájana szorgalmasan tanult egy Aszita névre hallgató aszkétától a Vindhja-hegyen. Ez az aszkéta megjósolta, hogy Sziddhártha hercegből vagy egy nagy világi uralkodó (csakravartin) vagy egy Buddha válik. Kátjájana meghívta Buddhát vendégségbe hét barátjával együtt. Ezen alkalomkor, amikor a Buddha beszélt neki a dharmáról, akkor megvilágosodott. Phra Szangkadzsai néven ismert a thai buddhizmusban és kifejezetten méltóságteljesen ábrázolják.
Kátjájana Gautama Buddha tíz legkedvesebb tanítványai közé sorolják: (1) Mahákásjapa, 2) Ánanda, 3) Száriputta, 4) Szubhúti, 5) Punna, 6) Maudgaljájana, 7) Kátjájana, 8) Anuruddha, 9) Upáli és 10) Ráhula. Úgy tartják, hogy ő magyarázta legjobban a dharmát.

## Neki tulajdonított szövegek
Hagyományosan két páli kánonba tartozó szöveget tulajdonítanak Kátjájanának: Nettipakarana (magyarázószöveg) és Petakopadesza (értekezés). Azonban talán helyesebb úgy gondolni, hogy ezeket a szövegeket az őtőle leszármazott iskolák írták.

## A Lótusz szútrában
A Lótusz szútra 6. fejezetében (Jóslat adományozása) a Buddha megvilágosodással kapcsolatos próféciákat adományoz tanítványainak: Mahákásjapa, Szubhúti, Maudgaljájana és Kátjájana.